# Bahnstrecke Varberg–Ätran
| Reste der Bahnstrecke 2011 in der Nähe von Varberg |                      |                                                |                                                |
| Streckenlänge: | 49 km                |                                                |                                                |
| Spurweite: | 1435 mm (Normalspur) |                                                |                                                |
| Maximale Neigung: | 16,67 ‰              |                                                |                                                |
| Streckengeschwindigkeit: | 55 km/h              |                                                |                                                |
| |                      |                                                |                                                |
| \| \| \| Västkustbanan von Göteborg C und Lund C \| \| \| \| \| Viskadalsbanan von Borås \| \| \| \| 0 \| Varberg \| Varberg \| \| \| 1 \| Varberg Norra (1911–1914) \| Varberg Norra (1911–1914) \| \| \| 1 \| Industrieanschluss Susvind \| Industrieanschluss Susvind \| \| \| 5 \| Träslöv \| Träslöv \| \| \| 7 \| Hunnestad \| Hunnestad \| \| \| 10 \| Grimeton \| Grimeton \| \| \| 14 \| Rolfstorp \| Rolfstorp \| \| \| 17 \| Obbhult \| Obbhult \| \| \| 21 \| Åkulla \| Åkulla \| \| \| 26 \| Skinnarlyngen \| Skinnarlyngen \| \| \| \| Hjärtaredsån \| 10 m \| \| \| \| Bahnstrecke Falkenberg–Limmared von Falkenberg \| \| \| \| 31 \| Ullared \| Ullared \| \| \| \| Bahnstrecke Falkenberg–Limmared nach Limmared \| \| \| \| \| Högvadsån \| 16 m \| \| \| 38 \| Spetsebo \| Spetsebo \| \| \| 41 \| Gällared \| Gällared \| \| \| 45 \| Silvergärde \| Silvergärde \| \| \| \| Ätran \| 45 m \| \| \| 49 \| Ätran \| Ätran \| \| \| \| Bahnstrecke Fegen–Ätran nach Fegen \| \| |                      |                                                |                                                |
| Abzweig geradeaus, nach links und von links |                      | Västkustbanan von Göteborg C und Lund C        | Västkustbanan von Göteborg C und Lund C        |
| Abzweig geradeaus und nach links |                      | Viskadalsbanan von Borås                       | Viskadalsbanan von Borås                       |
| Bahnhof | 0                    | Varberg                                        | Varberg                                        |
| ehemaliger Bahnhof | 1                    | Varberg Norra (1911–1914)                      | Varberg Norra (1911–1914)                      |
| | 1                    | Industrieanschluss Susvind                     | Industrieanschluss Susvind                     |
| Haltepunkt / Haltestelle (Strecke außer Betrieb) | 5                    | Träslöv                                        | Träslöv                                        |
| Haltepunkt / Haltestelle (Strecke außer Betrieb) | 7                    | Hunnestad                                      | Hunnestad                                      |
| Bahnhof (Strecke außer Betrieb) | 10                   | Grimeton                                       | Grimeton                                       |
| Bahnhof (Strecke außer Betrieb) | 14                   | Rolfstorp                                      | Rolfstorp                                      |
| Haltepunkt / Haltestelle (Strecke außer Betrieb) | 17                   | Obbhult                                        | Obbhult                                        |
| Haltepunkt / Haltestelle (Strecke außer Betrieb) | 21                   | Åkulla                                         | Åkulla                                         |
| Bahnhof (Strecke außer Betrieb) | 26                   | Skinnarlyngen                                  | Skinnarlyngen                                  |
| Brücke über Wasserlauf (Strecke außer Betrieb) |                      | Hjärtaredsån                                   | 10 m                                           |
| Abzweig geradeaus und von rechts (Strecke außer Betrieb) |                      | Bahnstrecke Falkenberg–Limmared von Falkenberg | Bahnstrecke Falkenberg–Limmared von Falkenberg |
| Bahnhof (Strecke außer Betrieb) | 31                   | Ullared                                        | Ullared                                        |
| Abzweig geradeaus und nach links (Strecke außer Betrieb) |                      | Bahnstrecke Falkenberg–Limmared nach Limmared  | Bahnstrecke Falkenberg–Limmared nach Limmared  |
| Brücke über Wasserlauf (Strecke außer Betrieb) |                      | Högvadsån                                      | 16 m                                           |
| Haltepunkt / Haltestelle (Strecke außer Betrieb) | 38                   | Spetsebo                                       | Spetsebo                                       |
| Bahnhof (Strecke außer Betrieb) | 41                   | Gällared                                       | Gällared                                       |
| Haltepunkt / Haltestelle (Strecke außer Betrieb) | 45                   | Silvergärde                                    | Silvergärde                                    |
| Brücke über Wasserlauf (Strecke außer Betrieb) |                      | Ätran                                          | 45 m                                           |
| Bahnhof (Strecke außer Betrieb) | 49                   | Ätran                                          | Ätran                                          |
| Strecke (außer Betrieb) |                      | Bahnstrecke Fegen–Ätran nach Fegen             | Bahnstrecke Fegen–Ätran nach Fegen             |

Die Bahnstrecke Varberg–Ätran war eine 49 Kilometer lange normalspurige Bahnstrecke in Halland in Schweden. Sie wurde 1911 eröffnet und 1961 stillgelegt. Die Strecke war nicht elektrifiziert.

## Geschichte
Von Varberg gab es bereits einige Bahnverbindungen mit Borås (1880), Halmstad (1886) und Göteborg (1888).
Es gab viele Vorschläge, eine Bahnstrecke von Varberg aus in östlicher Richtung zu bauen. Nach unbestätigten Quellen wurde bereits 1862 eine Untersuchung über eine Strecke Varberg–Ullared–Värnamo–Lammhult durchgeführt. Am 3. Juli 1869 fand ein Treffen statt, bei der die Streckenführung Lammhult–Värnamo mit Abzweigungen nach Varberg oder Halmstad besprochen wurde. Ein dort gegründetes elfköpfiges Komitee gab eine Untersuchung in Auftrag und bereits am 1. Januar 1870 wurde eine Gesellschaft gegründet, die diese Bahnstrecke errichten sollte. Die Kosten wurden mit 4,158 Millionen Reichstaler veranschlagt. Es stellte sich als unmöglich heraus, das Kapital dafür zu beschaffen.
Ein paar Jahre später wurde eine Konzession für die Strecke Varberg–Ullared–Fegen–Kinnared beantragt, die am 21. Juli 1876 genehmigt wurde. Diesmal wurden die Kosten auf drei Millionen Kronen geschätzt. Ein Antrag auf eine Staatsanleihe wurde negativ beschieden und das Projekt wurde aufgegeben.
1886 kam eine Streckenführung zwischen Himle und Ätran ins Gespräch, aber auch hier endeten die Planungen relativ bald.
Erneut wurde eine Konzession für eine Strecke Varberg–Ullared–Holsljunga–Tranemo–Månsarp beantragt und am 8. Juli 1892 genehmigt. Die Kosten wurden mit 4,37 Millionen Kronen angegeben. Die Ablehnung des Antrages auf staatliche Kredite beendete 1897 dieses Projekt.
Auf Grund der hohen Kosten einer Vollspurbahn gingen die nächsten Überlegungen in Richtung einer Schmalspurbahn. Drei Alternativen wurden in Erwägung gezogen: die Strecken Varberg–Holsljunga, Horred–Holsljunga und Varberg–Mjöbäck. Da für keine der drei Möglichkeiten das Kapital aufgebracht werden konnte, wurden diese Überlegungen beendet.
1902 wurde der nächste Versuch unternommen. Jetzt sollte eine Konzession für eine Schmalspurbahn mit einer Spurweite von 891 mm für den Streckenverlauf Varberg–Ullared–Ätran beantragt werden. E. Sahlén vom Väg- och vattenbyggnadskåren (Weg- und Wasserbauplanungsbüro) berechnete die Kosten hierfür auf 757.000 Kronen. Dieser Antrag wurde am 18. November 1904 abgelehnt. Bürgermeister E. Swenson jedoch ließ den Vorschlag von Sahlén leicht abändern und beantragte mit einer Kostenschätzung von 1,196 Millionen Kronen 1905 erneut eine Konzession für die Strecke. Gegen diese Pläne gab es Proteste von Falkenbergs Järnväg, die in Ullared die Strecke kreuzte. Diese befürchtete mit der Konkurrenz eine wirtschaftliche Beeinträchtigung ihrer Interessen. In zahlreichen Schreiben an die Genehmigungsbehörden wurde die Erbauung einer normalspurigen Variante für den Fall erwogen, dass die Schmalspurbahn abgelehnt werden würde. Die Kosten dafür wurden auf 755.000 Kronen für den Streckenbau und 225.000 Kronen für die Fahrzeuge veranschlagt. Das Weg- und Wasserbauplanungsbüro hielt diese Voranschläge für zu niedrig und erhöhte sie auf insgesamt 2,14 Millionen Kronen.

## Varberg−Ätrans Järnvägsaktiebolag (WbÄJ)
Die Konzession wurde am 23. November 1906 mit der Auflage erteilt, dass mit dem Bau am 1. Dezember 1908 begonnen wird und die Inbetriebnahme am 1. Dezember 1911 erfolgen müsse. Im Januar 1907 begann der Verkauf von Aktien und am 27. Juli erfolgte die erste Hauptversammlung. Dort wurde festgestellt, dass bereit für 1.010.800 Kronen Aktien gezeichnet waren, davon 500.000 Kronen von der Stadt Varberg. Unter diesen Bedingungen beschloss die Versammlung, die Varberg−Ätrans Järnvägsaktiebolag (WbÄJ) zu gründen. Der gewählte Vorstand beantragte staatliche Kredite und erhielt 1907 1,185 Millionen Kronen zugesprochen. Die Ingenieure J. Saabye und O. Lerche begannen daraufhin am 31. März 1908 mit den Bauarbeiten. Nach einem zwischenzeitlichen Kapitalmangel konnten weitere 65.000 Kronen als Staatsdarlehen in Anspruch genommen werden.
Die Gesamtkosten für den Bahnbau konnten Ende 1911 mit insgesamt 2.289.911 Kronen ermittelt werden. Dafür war eine 48,75 Kilometer lange Normalspurstrecke entstanden, die Länge der Nebengleise betrug 2,91 Kilometer. Die Stahlschienen hatten ein Metergewicht von 24,8 kg. Die größte Steigung betrug 16,67 ‰, der kleine Kurvenradius 300 Meter und die Streckenhöchstgeschwindigkeit 55 km/h.

## Fahrzeuge
Insgesamt wurden folgende Dampflokomotiven beschafft:
| Nummer | Name | Bauart        | Achsfolge | Hersteller                               | Fabr.-Nr./ Baujahr | Besonderes |
| ------ | ---- | ------------- | --------- | ---------------------------------------- | ------------------ | --- |
| 1      |      | Satteltanklok | C t       | Nydqvist & Holm, Trollhättan             | 1910               | 1937 verschrottet |
| 2      |      | Satteltanklok | C t       | Nydqvist & Holm, Trollhättan             | 1910               | 1937 an Lysekils Järnväg, dort Nr. 5, 1939 an Uddevalla–Vänersborg–Herrljunga Järnväg, UWHJ Nr. 23, 1940 an SJ, SJ K9 1552, 1957 abgestellt, 1958 verschrottet |
| 3      |      | Satteltanklok | C t       | Nydqvist & Holm, Trollhättan             | 1910               | 1937 an Kumla–Yxhults Järnväg, Nr. 6, 1944 an Frövifors verkauft, 1962 verschrottet                                                                            |
| 6      |      | Tenderlok     | 1 B t     | Munktells Mekaniska Verkstad, Eskilstuna | 23 1889            | 1915 von Varberg–Borås Järnväg, VBJ Nr. 6, 1930 an Domnarvet, später verschrottet                                                                              |
| 7      |      | Tenderlok     | 1 C t     | Nydqvist & Holm, Trollhättan             | 621 1901           | 1917 von Kristianstad–Hässleholms Järnväg, CHJ Nr. 7, 1937 verschrottet                                                                                        |

Die Lokomotiven 1 bis 3 kosteten jede 29.200 Kronen. Sofort nach der Lieferung wurden sie für den Schottertransport beim Streckenbau eingesetzt. Für den Personenverkehr wurden vier zweiachsige Personenwagen und zwei Post-/Personenwagen beschafft. Der Güterverkehr wurde anfangs mit zehn zweiachsigen gedeckten und 30 zweiachsigen offenen Güterwagen bewältigt.
1911 wurde in Varberg Norra ein Betriebswerk mit einer Werkstatt, einem Lokschuppen und einer Lokleitung gebaut. Zudem wurde eine 12-Meter-Drehscheibe errichtet.
Für die Anfangszeit wurde in Ätran zuerst einen Stand im Lokschuppen der Halmstad–Nässjö Järnvägar (HNJ) gemietet, dann wurde neben dem neuen Stationsgebäude ein Güterschuppen, ein Wasserturm, ein eigener Lokschuppen und eine 12-Meter-Drehscheibe gebaut.

## Inbetriebnahme

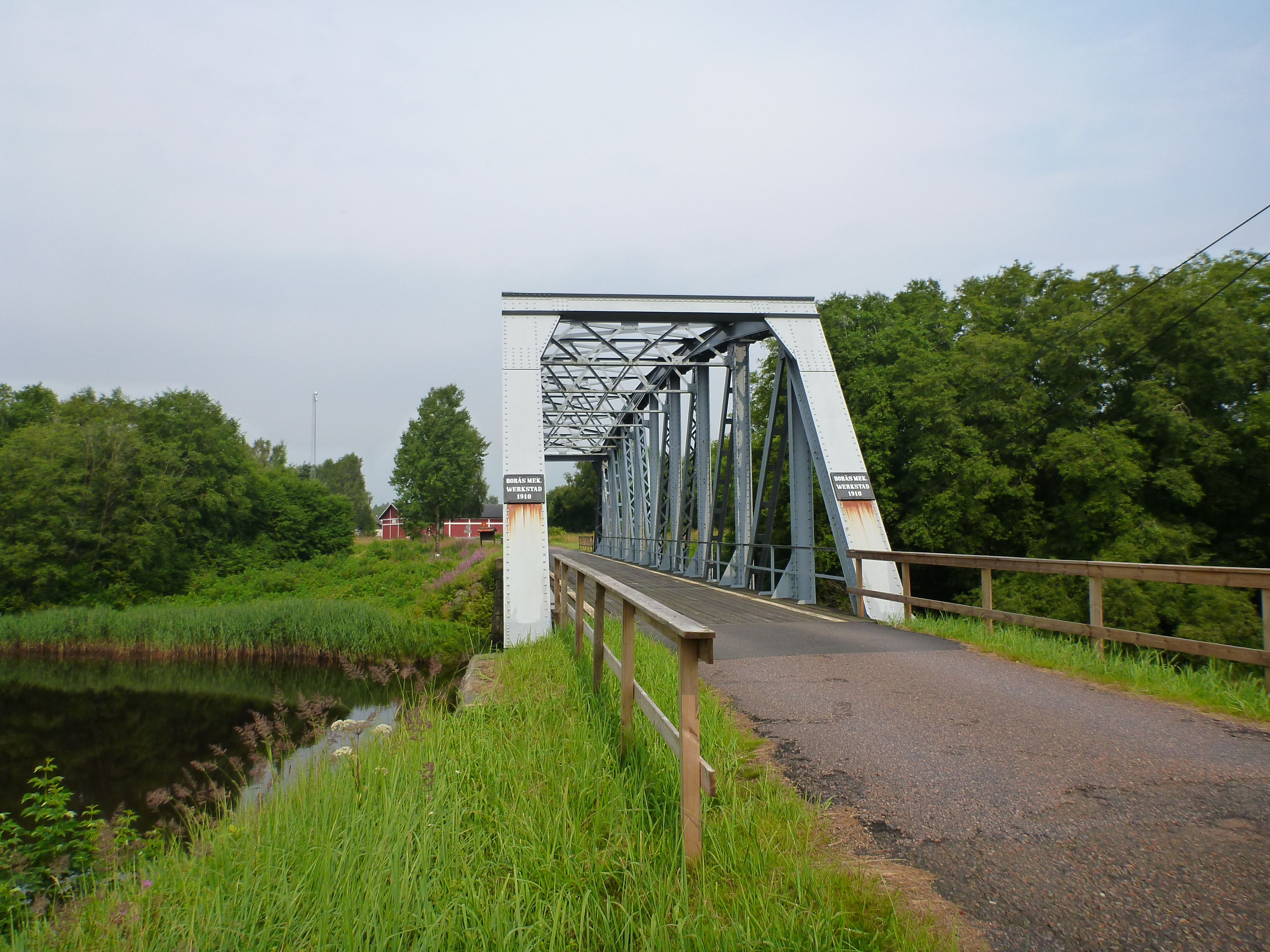
Ehemalige Eisenbahnbrücke aus dem Jahr 1910, heute Straße, über den Fluss Ätran bei Ätran (2012)

Am 1. April 1911 wurde der Abschnitt zwischen Varberg und Ullared eröffnet, am 22. Juli der restliche Abschnitt zwischen Ullared und Ätran. Mit dem Bau der Strecke konnte die Verbindung zu der schon seit 1887 fertiggestellten Bahnstrecke Fegen–Ätran hergestellt werden. Der Anschluss an den Bahnhof in Varberg erfolgte erst 1914, vorher endete die Strecke an der Station Varberg Norra, etwa einen Kilometer nördlich, da mit Varberg–Borås Järnväg (VBJ) noch keine Vereinbarung über die Nutzung des ihr gehörenden Bahnhofes Varberg bestand. In Ullared kreuzte die Strecke die Schmalspurbahn der Bahnstrecke Falkenberg–Limmared.
Die Züge wurden anfangs von Dampflokomotiven und später Dieselloks gezogen, in den letzten Betriebsjahren waren Triebwagen im Einsatz. Für die Strecke Varberg–Ätran benötigte der Zug 1930 laut Fahrplan 1 Stunde und 43 Minuten.

## Betrieb der Strecke Ätran–Kinnared
Mit der Inbetriebnahme der Strecke vereinbarte WbÄJ mit Halmstad–Nässjö Järnvägar (HNJ), dass WbÄJ deren Strecke Ätran–Kinnared mit bedient. Dadurch fuhren auf der Gesamtstrecke zwischen Varberg und Kinnared durchgehende Züge der WbÄJ. Am 31. Juli 1917 übernahm die HNJ ihre Strecke wieder eigenständig.

## Insolvenz
Wie viele andere Privatbahnen litt die WbÄJ unter der Weltwirtschaftskrise in den 1930er-Jahren. Die Finanzlage war so schlecht, dass im Juni 1932 der Konkurs erklärt werden musste. Da staatliche Finanzmittel in der Gesellschaft steckten, erklärte der Staat sein Interesse am Weiterbetrieb der Bahn, um seine Einlagen zu sichern.

## Weiterbetrieb durch Varberg–Kinnared Trafik AB
Der Staat vereinbarte den Weiterbetrieb der Strecke mit der HNJ. Zu diesem Zweck gründete HNJ eine Tochtergesellschaft, die Varberg–Kinnared Trafik AB, die ab dem 1. Juli 1932 den Zugbetrieb übernahm. Allerdings entstand ein jährlicher Verlust, so dass die Vereinbarung zum 1. Januar 1936 wieder beendet wurde. Die staatliche Schuldenverwaltung (Riksgäldskontoret) sicherte die Übernahme des Verlustes zu. Unter dieser Bedingung erfolgte der Weiterbetrieb bis zum 30. November 1936.

## Staatliche Übernahme
Nach Verhandlungen zwischen dem Staat und SJ beschlossen SJ, probeweise für zwei Jahre den Betrieb der Strecke Varberg–Ätran zu übernehmen. Der Verkehr unter der Regie von SJ begann am 1. Dezember 1936. Am 1. Juli 1938 folgte im Rahmen der Eisenbahnverstaatlichung der Beschluss, die Bahnstrecke in die SJ einzugliedern.

## Stilllegung
In all den Jahren wurden keine großen Investitionen in die Strecke getätigt. Die notwendigen Unterhaltungsarbeiten sicherten den Betrieb bis 1961. Der Gesamtverkehr auf der Strecke endete am 1. Februar 1961. Die Schienen zwischen Träslöv und Ätran wurden noch im gleichen Jahr abgebaut. Zwischen Träslöv und Susvind erfolgte der Abbau 1968. Der etwa ein Kilometer lange Abschnitt zwischen Varberg und Susvind verblieb als Industrieanschluss.

## Nachnutzung
Die Strecke zwischen Fegen und Ullared ist als Fahrradweg ausgebaut, Teile davon verlaufen an der Überlandstraße 153. Die Brücke über den Ätran von 1910 wird noch heute als einspurige Autobrücke verwendet. Der ehemalige Lokschuppen in Ätran wurde 1998 abgerissen.